# Whitehall (Wisconsin)
Whitehall – miasto w Stanach Zjednoczonych, w stanie Wisconsin, w hrabstwie Trempealeau.